# Rio Jaguari (vattendrag i Brasilien, Rio Grande do Sul, lat -29,69, long -55,13)
Rio Jaguari är ett vattendrag i Brasilien.   Det ligger i delstaten Rio Grande do Sul, i den södra delen av landet, 1 700 km söder om huvudstaden Brasília.
Omgivningen kring Rio Jaguari består i huvudsak av gräsmarker. Området är nästan obefolkat, med mindre än två invånare per kvadratkilometer.